# فهرست نمایندگان دوره هفتم مجلس شورای ملی
آنچه در پی می‌آید فهرست نمایندگان دورهٔ هفتم مجلس شورای ملی ایران است که از ۱۴ مهر ۱۳۰۷ تا ۱۴ آبان ۱۳۰۹ دایر بود.
| شماره ردیف | حوزه انتخابیه                     | نماینده                                     | توضیحات                                                                                               | کمیسیون                                                           |
| ---------- | --------------------------------- | ------------------------------------------- | --- | ----------------------------------------------------------------- |
| ۱          | تهران                             | آقا حسین تهرانی                             | | عدلیه                                                             |
| ۲          | تهران                             | محمدحسین مهدوی (امین الضرب)                 | به مجلس نرفت                                                                                          |                                                                   |
| ۳          | تهران                             | میرزا حسن‌خان وثوق                           | به مجلس نرفت                                                                                          |                                                                   |
| ۴          | تهران                             | حسن‌خان عظیما                                | | مالیه (مخبر از آبان ۱۳۰۸)                                         |
| ۵          | تهران                             | جواد بوشهری (امیر همایون)                   | از سال دوم به مجلس نرفت                                                                               |                                                                   |
| ۶          | تهران                             | حاج محمدتقی بنکدار                          | |                                                                   |
| ۷          | تهران                             | میرزا هاشم آشتیانی                          | در مجلس فعال نبود. یک سال به مجلس نرفت                                                                |                                                                   |
| ۸          | تهران                             | سید رضا فیروزآبادی                          | | فوائد عامه - داخله                                                |
| ۹          | تهران                             | آقا علی مدرس                                | به مجلس نرفت                                                                                          |                                                                   |
| ۱۰         | تهران                             | سید عبدالرحیم کاشانی                        | | داخله - فوائد عامه - معارف                                        |
| ۱۱         | تهران                             | سید حبیب‌الله لاریجانی                       | | معارف - فوائد عامه - مالیه                                        |
| ۱۲         | تهران                             | آقا ضیاءالدین نوری (کیانوری)                | | خارجه - پست و تلگراف - طرق و شوارع                                |
| ۱۳         | آباده                             | اسماعیل نجومی                               | | پست و تلگراف (مخبر)                                               |
| ۱۴         | اردبیل                            | تقی وهاب‌زاده                                | | پست و تلگراف - اقتصاد ملی                                         |
| ۱۵         | اردبیل                            | میرزا صادق‌خان طباطبائی وکیلی                | | خارجه                                                             |
| ۱۶         | استرآباد (گرگان)                  | علی قلی‌خان هزارجریبی                        | | مالیه - اقتصادملی                                                 |
| ۱۷         | اصفهان                            | سید حبیب‌الله امین (امین‌التجار)              | | فوائد عامه - اقتصاد ملی                                           |
| ۱۸         | اصفهان                            | باقر الفت                                   | تا پایان ۱۳۰۷ در مجلس حضور نیافت                                                                      | عدلیه                                                             |
| ۱۹         | اصفهان                            | اکبر میرزا مسعود (صارم‌الدوله)               | |                                                                   |
| ۲۰         | اهر                               | میرزا سلیم‌خان ایزدی                         | | طرق و شوارع                                                       |
| ۲۱         | ایل بختیاری                       | امیرحسین‌خان ایلخانی (ایلخان ظفر بختیار)     | مباشر دوم                                                                                             | فوائد عامه - خارجه                                                |
| ۲۲         | ایل شاهسون                        | میرزا عبدالعلی طباطبائی دیبا (سیدالمحققین)  | | عدلیه - خارجه                                                     |
| ۲۳         | ایل قشقایی                        | سید ابراهیم ضیاء قشقائی (ضیاءالواعظین)      | | معارف                                                             |
| ۲۴         | ایلات ترکمن                       | آدینه محمد خان آخوند                        | تا اردیبهشت ۱۳۰۸ در مجلس حضور نداشت                                                                   | پست و تلگراف                                                      |
| ۲۵         | ایلات خمسهٔ فارس                   | (نماینده نداشت)                             | |                                                                   |
| ۲۶         | ایوانکی و خوار و ورامین           | میرزا سید ابوالحسن‌خان قاضی‌نوری              | | پست و تلگراف - مالیه                                              |
| ۲۷         | بارفروش (بابل)، آمل، نور و تنکابن | عبدالباقی جمشیدی                            | | عدلیه                                                             |
| ۲۸         | بارفروش (بابل)، آمل، نور و تنکابن | میرزا حسین‌خان دادگر (عدل‌الملک)              | رئیس مجلس                                                                                             |                                                                   |
| ۲۹         | بارفروش (بابل)، آمل، نور و تنکابن | احمد شریعت‌زاده (مشاور)                      | نایب رئیس اول تا ۱۴ فروردین ۱۳۰۸، نایب رئیس دوم تا ۱۶ مهر ۱۳۰۸ و نایب رئیس اول تا ۱۴ فروردین ۱۳۰۹     | عدلیه (مخبر)                                                      |
| ۳۰         | بجنورد                            | میرزاعلی بزرگ‌نیا                            | منشی اول از ۱۴ فروردین تا ۲۱ مهر ۱۳۰۸                                                                 | فوائد عامه - اقتصاد ملی                                           |
| ۳۱         | بروجرد                            | سید احمد اعتبار (اعتبارالدوله)              | | نظام - فوائد عامه - اقتصاد ملی (مخبر)                             |
| ۳۲         | بروجرد                            | میرزا محمدتقی طباطبائی بروجردی (ثقةالاسلام) | | مالیه - عدلیه                                                     |
| ۳۳         | بلوچستان                          | رضاعلی دیوان‌بیگی (میرزا آقاجان)             | | خارجه                                                             |
| ۳۴         | بم                                | اسماعیل‌خان اعتبارالسلطنه                    | |                                                                   |
| ۳۵         | بم                                | دکتر مهدی‌خان ملک‌زاده                        | | معارف                                                             |
| ۳۶         | بندر پهلوی                        | رضا رفیع (قائم مقام‌الملک)                   | | خارجه                                                             |
| ۳۷         | بندرعباس                          | میرزا علی کازرونی                           | | مالیه - داخله - معارف                                             |
| ۳۸         | بنی طرف، اهواز و سوسنگرد          | میرزا جوادخان ارکانی                        | | عدلیه و مخبر کمیسیون عرایض و مرخصی از آبان ۱۳۰۸                   |
| ۳۹         | بوشهر                             | علی دشتی                                    | | خارجه (مخبر از اردیبهشت تا آبان ۱۳۰۸)                             |
| ۴۰         | بوشهر                             | محمدرضا شیرازی (آیت‌الله‌زاده)                | | معارف                                                             |
| ۴۱         | بهبهان و کهگیلویه                 | حبیب‌الله نوبخت                              | | پست و تلگراف - معارف                                              |
| ۴۲         | بیجار و گروس                      | میرزا علی‌خان خطیبی (شکوه نظام)              | در آخر آذر ۱۳۰۸ در گذشت                                                                               | نظام - فوائد عامه - مالیه                                         |
| ۴۳         | بیرجند و قائنات                   | میرزا علی‌خان اقبال                          | منشی چهارم از ۲۱ مهر ۱۳۰۸ تا ۱۶ فروردین ۱۳۰۹                                                          | طرق و شوارع                                                       |
| ۴۴         | تبریز                             | امیر نصرت‌الله اسکندری                       | | داخله                                                             |
| ۴۵         | تبریز                             | عبدالله صادقی (معین‌الرعایا)                 | | مالیه - فوائد عامه - اقتصاد ملی - طرق و شوارع                     |
| ۴۶         | تبریز                             | میرزا یوسف‌خان عدل (قائم مقام)               | | مالیه                                                             |
| ۴۷         | تبریز                             | میرزا موسی‌خان فتوحی                         | منشی چهارم تا ۲۱ مهر ۱۳۰۸                                                                             | پست و تلگراف - اقتصاد ملی                                         |
| ۴۸         | تبریز                             | حاج میرزا آقا فرشی                          | | فوائد عامه - اقتصاد ملی                                           |
| ۴۹         | تبریز                             | حاج رحیم آقا قزوینی                         | به مجلس نرفت                                                                                          |                                                                   |
| ۵۰         | تبریز                             | میرزا علی نقی گنجه‌ای                        | در ۱۲ مهر ۱۳۰۸ درگذشت                                                                                 | فوائد عامه                                                        |
| ۵۱         | تبریز                             | میرزا ربیع‌خان جهانشاهی (مصدق‌الملک)          | | عدلیه                                                             |
| ۵۲         | تبریز                             | محمدولی میرزا فرمانفرماییان                 | | معارف - مالیه                                                     |
| ۵۳         | تربت حیدریه                       | میرزا علی‌اکبر امین (امین‌التجار)             | | داخله                                                             |
| ۵۴         | ترشیز (کاشمر)                     | اسد آقا زوار تبریزی                         | منشی چهارم از ۱۶ فروردین تا ۱۵ مهر ۱۳۰۹ و منشی سوم تا پایان مجلس                                      | داخله                                                             |
| ۵۵         | جهرم                              | میرزا علی‌خان شهداد                          | منشی سوم از ۱۶ فروردین تا ۱۵ مهر ۱۳۰۹                                                                 | داخله - پست و تلگراف - طرق و شوارع                                |
| ۵۶         | جیرفت                             | عطاءالله روحی                               | | فوائد عامه - خارجه (مخبر از آبان ۱۳۰۸ تا ۲۸ فروردین ۱۳۰۹) - داخله |
| ۵۷         | خرم‌آباد و لرستان                  | عبدالرحمان صالحی                            | |                                                                   |
| ۵۸         | خرم‌آباد و لرستان                  | عزیزالله‌خان فولادوند (بختیاری)              | | مالیه - نظام                                                      |
| ۵۹         | خرمشهر و آبادان                   | میرزا حسین‌خان موقر                          | تا اردیبهشت ۱۳۰۸ در مجلس حضور نیافت                                                                   |                                                                   |
| ۶۰         | خمسه (زنجان)                      | سلطان ابراهیم‌خان افخمی (امیر اشرف)          | | فوائد عامه - اقتصاد ملی                                           |
| ۶۱         | خمسه (زنجان)                      | حسین رهبری                                  | | پست و تلگراف - معارف                                              |
| ۶۲         | خمسه (زنجان)                      | حبیب‌الله مجد ضیائی                          | | مالیه - خارجه                                                     |
| ۶۳         | خوی، ماکو و سلماس                 | حمدالله‌خان بیات ماکو                        | | داخله - نظام                                                      |
| ۶۴         | خوی، ماکو و سلماس                 | عبدالحسین دیبا (وکیل‌الملک)                  | | خارجه                                                             |
| ۶۵         | درگز                              | امیرخان امیراعلم                            | | خارجه                                                             |
| ۶۶         | دزفول                             | محمدتقی اسعد بختیاری (امیر جنگ)             | تا اردیبهشت ۱۳۰۸ به مجلس نرفت                                                                         | خارجه                                                             |
| ۶۷         | دماوند و فیروزکوه                 | میرزا صادق‌خان خواجوی (منتصرالسلطان)         | | خارجه                                                             |
| ۶۸         | رشت                               | سید محمود روحانی                            | | عدلیه - معارف                                                     |
| ۶۹         | رشت                               | غلامرضا رحمت سمیعی (طالش‌خان)                | | مالیه                                                             |
| ۷۰         | رضائیه                            | میرزا رضاخان افشار                          | نایب رئیس دوم تا ۱۴ فروردین ۱۳۰۸                                                                      | خارجه                                                             |
| ۷۱         | رفسنجان                           | میرزا محمد علی‌خان امیر ابراهیمی             | | مالیه                                                             |
| ۷۲         | ساری                              | اسماعیل سنگ                                 | | داخله - معارف - پست و تلگراف - مالیه                              |
| ۷۳         | ساری                              | میرزا سیدعلی عمادی                          | از اواخر ۱۳۰۷ به علت بیماری در مجلس حضور نیافت و در شهریور ۱۳۰۸ درگذشت                                | معارف                                                             |
| ۷۴         | ساوجبلاغ مکری (مهاباد)            | علی حیدری مکری                              | از مرداد ۱۳۰۸ تا تیر ۱۳۰۹ در مجلس حضور داشت                                                           | فوائد عامه - داخله - نظام - طرق و شوارع                           |
| ۷۵         | ساوه و زرند                       | سید علیرضا احتشام‌زاده گنج‌بخش                | | عدلیه                                                             |
| ۷۶         | سبزوار                            | شاهزاده محمد هاشم میرزا افسر (شیخ‌الرئیس)    | نایب رئیس دوم از ۱۴ فروردین تا ۱۵ مهر ۱۳۰۹ و نایب رئیس اول تا پایان مجلس                              | عدلیه                                                             |
| ۷۷         | سبزوار                            | حسن علوی سبزواری (آقازاده)                  | | معارف - داخله                                                     |
| ۷۸         | سراب و گرمرود (میانه)             | میرزا محمدعلی مولوی (نظام‌الاسلام)           | | عدلیه                                                             |
| ۷۹         | سقز و بانه                        | ملا عبدالعزیز مفتی (صدرالعلماء)             | | عدلیه                                                             |
| ۸۰         | سمنان و دامغان                    | میرزا عبدالله یاسایی (صدرالادباء)           | نایب رئیس اول از ۱۴ فروردین تا ۱۵ مهر ۱۳۰۹ و نایب رئیس دوم تا پایان مجلس                              | نظام - عدلیه                                                      |
| ۸۱         | سنندج                             | فرج‌الله‌خان آصف                              | | مالیه - نظام                                                      |
| ۸۲         | سنندج                             | خان محمدخان حبیبی                           | | نظام                                                              |
| ۸۳         | سنندج                             | میرزا اسماعیل‌خان رحیم‌زاده                   | | نظام - پست و تلگراف                                               |
| ۸۴         | سیرجان                            | میرزا حسن‌خان مرآت اسفندیاری (مرآت السلطنه)  | | پست و تلگراف - داخله - مالیه                                      |
| ۸۵         | سیستان و زابل                     | محمدولی اسدی                                | منشی سوم تا ۱۴ فروردین ۱۳۰۸ و منشی چهارم از ۱۵ مهر ۱۳۰۹ تا پایان مجلس                                 | معارف - مالیه - فوائد عامه - اقتصاد ملی                           |
| ۸۶         | شاهرود                            | حسین آقایان                                 | | داخله                                                             |
| ۸۷         | شوشتر                             | میرزا محمودخان ناصری (مصدق‌الدوله)           | | فوائد عامه - معارف - پست و تلگراف - طرق و شوارع                   |
| ۸۸         | شهرضا                             | حسین جلائی (جلاءالسلطان)                    | مباشر سوم از ۱۶ فروردین ۱۳۰۹ تا پایان مجلس                                                            | داخله - طرق و شوارع - مالیه                                       |
| ۸۹         | شهریار، ساوجبلاغ و کردان          | میرزا یدالله‌خان دهستانی (نظامی)             | | نظام - طرق و شوارع                                                |
| ۹۰         | شیراز                             | سید یعقوب انوار                             | | عدلیه                                                             |
| ۹۱         | شیراز                             | رضا حکمت (سردار فاخر)                       | | فوائد عامه - مالیه - داخله                                        |
| ۹۲         | شیراز                             | میرزا ابراهیم‌خان قوام                       | فقط چند ماه اول و چند ماه آخر در مجلس حضور یافت                                                       |                                                                   |
| ۹۳         | شیراز                             | میرزا ابوالفضل مجتهد شیرازی                 | به مجلس نرفت                                                                                          |                                                                   |
| ۹۴         | شیراز                             | غلامحسین ملک                                | به مجلس نرفت                                                                                          |                                                                   |
| ۹۵         | طوالش و گرگانرود                  | محسن همراز (فاضل‌الملک)                      | | عدلیه                                                             |
| ۹۶         | عراق (اراک)                       | مرتضی‌قلی بیات                               | | مالیه (مخبر) - داخله                                              |
| ۹۷         | عراق (اراک)                       | سید اسماعیل عراقی                           | | عدلیه                                                             |
| ۹۸         | غار و فشافویه (شهر ری)            | میرزا احمدخان شمیرانی (تجریشی)              | مباشر سوم - در اواخر آذر ۱۳۰۸ درگذشت                                                                  | مالیه                                                             |
| ۹۹         | فردوس و طبس                       | میرزا حسن‌خان مسعودی خراسانی                 | | داخله                                                             |
| ۱۰۰        | فسا و داراب                       | محمدتقی ذوالقدر (امین‌الشریعه)               | | مالیه - خارجه - عدلیه                                             |
| ۱۰۱        | فومن                              | عبدالحسین اورنگ (شیخ‌الملک)                  | منشی اول تا ۱۴ فروردین ۱۳۰۸ و منشی سوم از ۲۱ مهر ۱۳۰۸ تا ۱۶ فروردین ۱۳۰۹                              | فوائد عامه (مخبر) - طرق و شوارع                                   |
| ۱۰۲        | قزوین                             | میرزا ابراهیم‌خان ملک‌آرائی                   | | داخله - عدلیه - فوائد عامه                                        |
| ۱۰۳        | قزوین                             | سید مرتضی وثوق                              | | معارف - داخله و مخبر کمیسیون عرایض و مرخصی تا آبان ۱۳۰۸           |
| ۱۰۴        | قم                                | سید علی‌اصغر دربانی                          | | داخله                                                             |
| ۱۰۵        | قوچان                             | میرزا خلیل‌خان فهیمی (فهیم‌الملک)             | | خارجه - اقتصاد ملی                                                |
| ۱۰۶        | کاشان و نطنز                      | میرزا ابراهیم‌خان شریفی                      | | فوائد عامه - معارف - مالیه - اقتصاد ملی                           |
| ۱۰۷        | کاشان و نطنز                      | میرزا اسدالله خان عامری                     | | نظام - پست و تلگراف - معارف                                       |
| ۱۰۸        | کرمان                             | محمود دبستانی                               | | معارف                                                             |
| ۱۰۹        | کرمان                             | میرزا عبدالوهاب مؤید احمدی (مؤیدالاسلام)    | منشی دوم تا ۱۴ فرودین ۱۳۰۸، منشی سوم تا ۲۱ مهر ۱۳۰۸، منشی اول تا ۱۵ مهر ۱۳۰۹ و منشی دوم تا پایان مجلس | معارف - عدلیه                                                     |
| ۱۱۰        | کرمانشاهان                        | علی‌خان اعظم زنگنه (امیر کل)                 | |                                                                   |
| ۱۱۱        | کرمانشاهان                        | عطاءالله‌خان پالیزی                          | | خارجه - نظام - طرق و شوارع                                        |
| ۱۱۲        | کرمانشاهان                        | محمد علی میرزا دولتشاهی                     | | مالیه                                                             |
| ۱۱۳        | کرمانشاهان                        | ملک ایرج میرزا دولتشاهی                     | | نظام                                                              |
| ۱۱۴        | گلپایگان و خوانسار                | حسن‌علی میرزا دولتشاهی                       | | طرق و شوارع                                                       |
| ۱۱۵        | لار                               | نماینده نداشت                               | |                                                                   |
| ۱۱۶        | لاهیجان و لنگرود                  | محمود رضا طلوع                              | | فوائد عامه - اقتصاد ملی                                           |
| ۱۱۷        | محلات و کمره (خمین)               | امین پورمحسن                                | | معارف - داخله - فوائد عامه                                        |
| ۱۱۸        | مراغه                             | عباس میرزا فرمانفرمائیان (سالار لشکر)       | نایب رئیس اول از ۱۴ فروردین تا ۱۶ مهر ۱۳۰۸                                                            | خارجه (مخبر تا ۲۷ فروردین ۱۳۰۸)                                   |
| ۱۱۹        | مراغه                             | اسکندرخان مقدم                              | | داخله - نظام                                                      |
| ۱۲۰        | مشهد                              | میرزا حسن کفائی (آقازاده خراسانی)           | | عدلیه                                                             |
| ۱۲۱        | مشهد                              | میرزا ابراهیم‌خان کلالی (امیر تیمور)         | | مالیه - خارجه                                                     |
| ۱۲۲        | مشهد                              | رضا مهدوی (رئیس‌التجار)                      | | فوائد عامه - اقتصاد ملی                                           |
| ۱۲۳        | مشهد                              | حسن‌آقا ملک‌التجار (ملک)                      | به مجلس نرفت                                                                                          |                                                                   |
| ۱۲۴        | ملایر، نهاوند و تویسرکان          | اسماعیل‌خان ظفری                             | | فوائد عامه - مالیه                                                |
| ۱۲۵        | ملایر، نهاوند و تویسرکان          | هاشم ملک‌مدنی                                | | نظام - مالیه                                                      |
| ۱۲۶        | نایین                             | میرزا علی‌نقی مصباح فاطمی                    | منشی دوم از ۱۴ فروردین ۲۱ مهر ۱۳۰۸                                                                    | داخله - مالیه                                                     |
| ۱۲۷        | نجف آباد                          | غلامحسین میرزا مسعود                        | |                                                                   |
| ۱۲۸        | نیشابور                           | عبدالحسین‌خان تیمورتاش (سردار معظم)          | به مجلس نرفت                                                                                          |                                                                   |
| ۱۲۹        | همدان                             | حسن‌خان مخبر فرهمند (مخبر حضور)              | منشی دوم از ۲۱ مهر ۱۳۰۸ تا ۱۵ مهر ۱۳۰۹ و منشی اول تا پایان مجلس                                       | پست و تلگراف و داخله - معارف - مالیه                              |
| ۱۳۰        | همدان                             | محسن قراگوزلو                               | | خارجه                                                             |
| ۱۳۱        | یزد                               | سید کاظم جلیلی                              | |                                                                   |
| ۱۳۲        | یزد                               | هادی طاهری                                  | | معارف                                                             |
| ۱۳۳        | یزد                               | میرزا محمدخان فرخی                          | |                                                                   |
| ۱۳۴        | ارامنه جنوب                       | یوسف‌خان میرزایانس                           | | مالیه - اقتصاد ملی                                                |
| ۱۳۵        | ارامنه شمال و کلدانیان            | سهراب‌خان ساگینیان                           | | معارف - پست و تلگراف                                              |
| ۱۳۶        | زرتشتیان                          | ارباب کیخسرو شاهرخ                          | مباشر اول                                                                                             |                                                                   |
| ۱۳۷        | کلیمیان                           | لقمان نهورای                                | | پست و تلگراف                                                      |